# Raková (Rokycanyi járás)
Raková település Csehországban, Rokycanyi járásban. Raková Veselá, Milínov, Šťáhlavy, Kamenný Újezd és Rokycany településekkel határos. Lakosainak száma 232 fő (2024. január 1.).

## Népesség
A település lakosságának változását az alábbi diagram mutatja:
| Lakosok száma | 285  | 251  | 275  | 248  | 185  | 229  | 232  | 241  | 243  | 232  |
|               | 1869 | 1900 | 1921 | 1961 | 1980 | 2011 | 2016 | 2019 | 2021 | 2024 |